# 橋詰功
橋詰 功（はしづめ いさお、1963年8月1日 - ）は、日本のアメリカンフットボール指導者。

## 略歴
立命館大学卒業。現役時代はWRだった。
1994年に立命館大学パンサーズコーチに就任。2000年、米国のアメフト強豪校オクラホマ大学Soonersに留学。帰国後、立命館大学パンサーズのライスボウルの2003年・2004年の2連覇にコーチとして貢献した。2008年から立命館宇治高等学校、2014年から立命館守山高等学校でコーチを務めた。
2018年7月、日本大学フェニックスの悪質タックル問題に端を発した騒動で、日大監督の公募に応募し、日大フェニックスの監督に就任した。2021年8月、3年契約が終了し、退任。アサヒビールシルバースターのアドバイザーを経て、2022年2月、同志社大学ワイルドローバーのヘッドコーチに就任。